# Телеграма (фільм, 1957)
«Телеграма» — радянський короткометражний художній фільм 1957 року, створений режисером Георгієм Щербаковим за мотивами однойменного оповідання Костянтина Паустовського на кіностудії «Мосфільм».

## Сюжет
1938 рік. У далекому селі Забір'я живе літня вчителька російської мови і літератури Катерина Петрівна Пожалостіна. Її дочка Настя живе і працює в Ленінграді, в Спілці художників. Одного разу ослабіла Катерина Петрівна пише лист дочці з проханням приїхати, але Настя через велику зайнятість не приїжджає до матері. Сільський старий Тихон, який доглядає за важко хворою Катериною Петрівною, надсилає Насті телеграму, в якій говориться, що літня вчителька вмирає. Настя відразу ж відправляється в Забір'я. Тихон же йде на пошту і пише телеграму Катерині Петрівні нібито від імені Насті, щоб утішити її, але жінка відразу ж здогадується, що телеграму написала не її дочка… Настя приїжджає в село пізно — літня вчителька померла…

## У ролях
- Віра Попова —  Катерина Петрівна Пожалостіна, вчителька російської мови і літератури на пенсії
- Лідія Смирнова —  Анастасія Семенівна Ніколаєва (Настя), дочка Катерини Петрівни
- Микола Сергєєв —  Тихон Іванович
- Геннадій Юхтін —  Тимофєєв, скульптор
- Ніна Гуляєва —  Манюшка
- Алла Будницька —  Настя в юності
- Світлана Коновалова —  сільський лікар
- Анатолій Чемодуров —  Василь Іванович, начальник пошти
- Маргарита Жарова —  жінка на пошті
- Олена Максимова —  прибиральниця на виставці

## Знімальна група
- Режисер — Георгій Щербаков
- Сценарист — Георгій Щербаков
- Оператор — Петро Ємельянов
- Композитор — В'ячеслав Овчинников
- Художник — Арнольд Вайсфельд